# Up and Down (álbum)
Up and Down é o 4º álbum de estúdio da banda austríaca de pop rock Opus. Foi lançado em 1984 pelo selo OK Musica na Áustria e no resto do mundo pelo selo Polydor. As faixas lançadas pelo selo Polydor são diferentes da versão original. O single "Up and Down" chegou a posição #65 na parada musical do Canadá.
A faixa "She Loves You" foi sampleada pelo Rapper Big Pooh, na canção "The Thirst".

## Faixas
| N.º | Título                        | Duração |  |
| 1.  | "Up and Down"                 | 3:51    |  |
| 2.  | "Vivian"                      | 3:52    |  |
| 3.  | "There Is Need for"           | 4:11    |  |
| 4.  | "She Loves You"               | 2:03    |  |
| 5.  | "The End of the Show"         | 4:15    |  |
| 6.  | "Positive"                    | 4:09    |  |
| 7.  | "Way to Play"                 | 3:37    |  |
| 8.  | "Dark Side of the Mirror"     | 3:45    |  |
| 9.  | "Waiting for a Call from You" | 5:20    |  |
| 10. | "Small Is Beautiful"          | 2:44    |  |

## Desempenho nas paradas musicais
| Parada musical (1984)                | Melhor posição |
| ------------------------------------ | -------------- |
| Áustria (Ö3 Austria Top 40 Longplay) | 12             |
| Canadá (RPM 100 Albums)              | 51             |
| Estados Unidos (Billboard 200)       | 64             |

## Certificações
| País                  | Certificação | Data                  | Vendas certificadas |
| --------------------- | ------------ | --------------------- | ------------------- |
| Canadá (Music Canada) | Ouro         | 31 de janeiro de 1986 | 50.000              |